# Peter Verhelst
Peter Verhelst, född 28 januari 1962 i Brygge, är en belgisk nederländskspråkig romanförfattare, poet och dramatiker. Hans mest kända bok är romanen Tongkat (1999), för vilken han fick Ferdinand Bordewijkprijs år 2000. På svenska finns endast barnboken Hemligheten med näktergalens sång (2011).

## Biografi
Som ung var Verhelst mycket intresserad av att läsa, och fördjupade sig utöver skönlitteraturen även i facklitterära böcker, såsom atlaser och uppslagsböcker. Han studerade till lärare i ämnena nederländska, engelska och historia. Senare jobbade han som allmänlärare på Instituut voor Voeding i Brygge. År 1999 slutade han att undervisa för att kunna skriva på heltid. Utöver sitt författarskap har han även engagerat sig politiskt i partiet Groen.

## Bilolycka
Den 23 april 2013 var Peter Verhelst inblandad i en bilolycka. När han skulle köra om en lastbil på motorvägen tappade den ett hjul. Verhelsts bil fick sladd och voltade tre gånger, men författaren överlevde med mindre skråmor. Denna händelse ligger till grund för romanen De Kunst van het crashen (2015), en blandning av autofiktion och magisk realism.

## Författarskap
Verhelst debuterade som poet år 1987 med samlingen Obsidiaan. År 1993 prosadebuterade han med Vloeibaar harnas. Därefter har han omväxlande publicerat såväl prosaböcker som diktsamlingar och teaterpjäser. Genombrottet kom år 1999 med romanen Tongkat. För den tilldelades han år 2000 priserna de Gouden Uil och de Jonge Gouden Uil och året därpå det prestigefyllda F. Bordewijkprijs. Därefter började han skriva på heltid. Han har också arbetat som regissör vid het Nederlands Theater Gent. Verhelsts romaner tillhör grovt skattat postmodernismen och kan genremässigt tillskrivas den magiska realismen. Författaren hämtar inspiration ur myter och legender och identitetsgränserna hos huvudpersonerna är ofta flytande. Berättelserna består av flera lager och vecklar in sig i varandra, och språket är färgat av Verhelsts gärning som poet. Hans böcker har översatts till arabiska, armeniska, danska, engelska, franska, italienska, serbiska, slovenska, spanska, svenska, tyska och ungerska.

## Litterära priser
Peter Verhelsts författarskap har belönats med flera priser. Bland dessa kan nämnas Provinciale Prijs West-Vlaanderen Poëzie för Obsidiaan (1989), de Gouden Uil Publieksprijs för Memoires van een Luipaard (2002), Jan Campertprijs och Herman de Coninckprijs för Nieuwe Sterrenbeelden, de Gouden Uil Jeugdliteratuurprijs och de Gouden Griffel för Het Geheim van de Keel van de Nachtegaal (samtliga år 2009). År 2021 tilldelades han Constantijn Huygens-priset för sitt samlade författarskap.

### Diktsamlingar
- Obsidiaan (1987)
- OTTO (1989)
- Angel (1990)
- Witte Bloemen (1991)
- Master (1992)
- De Boom N (1994)
- Verhemelte (1996)
- Verrukkingen (1997)
- Alaska (2003)
- Nieuwe Sterrenbeelden (2008)
- Zoo van het denken (2011)
- Wij totale vlam (2014)
- Zing Zing (2016)
- Koor, een keuze uit de poëzie (2017)
- Wat ons had kunnen zijn (2018)
- Zon (2019)
- 2050 (2021)
- Zabriskie (2023)

### Romaner
- Vloeibaar harnas (1993)
- Het Spierenalfabet (1995)
- De Kleurenvanger (1996)
- Tongkat (1999)
- Zwellend fruit (2000)
- Memoires van een Luipaard (2001)
- Mondschilderingen (2002)
- Zwerm (2005)
- Huis van de Aanrakingen (2010)
- De allerlaatste caracara ter wereld (2012)
- Geschiedenis van een berg (2013)
- De Kunst van het crashen (2015)
- Voor het vergeten (2018)
- Lichamen (2022)

### Teater
- Maria Salomé (1997), regi av Jan Ritsema
- Romeo en Julia (studie van een verdrinkend lichaam) (1998), regi av Ivo van Hove
- Red Rubber Balls (1999), koreografi av Thierry Smits
- S*ckmyp (2000), musik av Eric Sleichim, video av Peter Misotten
- AARS! (2000), regi av Luk Perceval
- Scratching the inner fields (2001), regi av Wim Vandekeybus
- Philocrates (2002), regi av Eric Joris
- Het sprookjesbordeel (2002), regi av Peter Verhelst
- Blush (2002), regi av Wim Vandekeybus
- Sonic Boom (2002), regi av Wim Vandekeybus
- Philoctetes Fortify My Arms (2003), regi av Eric Joris
- CRASH (2004), regi av Eric Joris
- Richard III (2005), regi av Johan Simons
- Edward II, Ed is dead forever yours (2007), regi av Johan Simons
- Lex (2009), regi av Peter Verhelst
- Julius Caesar (2010), regi av Peter Verhelst
- Terra Nova (2011), regi av Eric Joris och Stef De Paepe
- Medea (2011), regi av Paul Koek
- Nero (2011), regi av Peter Verhelst
- Africa (2013), regi av Peter Verhelst
- Moby Dick (2013), regi av Paul Koek
- Parsifal (2014), regi av Peter Verhelst
- Arthur (2014), regi av Paul Koek
- Hotel Malaria (2015), regi av Peter Verhelst
- Liefde (2016), regi av Peter Verhelst
- Koor (2017), regi av Peter Verhelst

### Barnböcker
- Het Geheim van de Keel van de Nachtegaal (2008), med illustrationer av Carll Cneut (Hemligheten med näktergalens sång, i översättning av Ingrid Wikén Bonde, 2011).